# Василевич, Никола (сербский футболист, 1991)
Никола Василевич (серб. Никола Васиљевић / Nikola Vasiljević; род. 30 июня 1991, Лазаревац, Белград) — сербский футболист, защитник «Колубары».

## Клубная карьера
Воспитанник местного клуба «Колубара» (первый тренер — Мирко Мийович), за основной состав которого провел во втором по рангу дивизионе чемпионата страны два с половиной сезона (2009-11).
В начале 2012 года присоединился к выступающему в Суперлиге белградскому ОФК, а в розыгрыше 2013/14 дослужился до звания капитана команды. Затем наступила пора легионерства. В январе 2015-го Никола влился в ряды румынского «Пандурия». И там получил возможность дебютировать в еврокубках. В 3-м квалификационном раунде Лиги Европы 2016/17 клуб из города Тыргу-Жиу дважды уступил израильскому «Маккаби» из Тель-Авива — 1:2, 1:3. В обеих встречах Василевич отыграл от звонка до звонка.
В 2017 году он выступал за японскую «Токусима Вортис» (Д2). С февраля 2018 года игрок белорусского БАТЭ.